# Oxalis articulata
Oxalis articulata, vinagrillo rosado o  pan de cuco es una especie sudamericana de la familia Oxalidaceae similar a la especie europea Oxalis acetosella.  

Flor

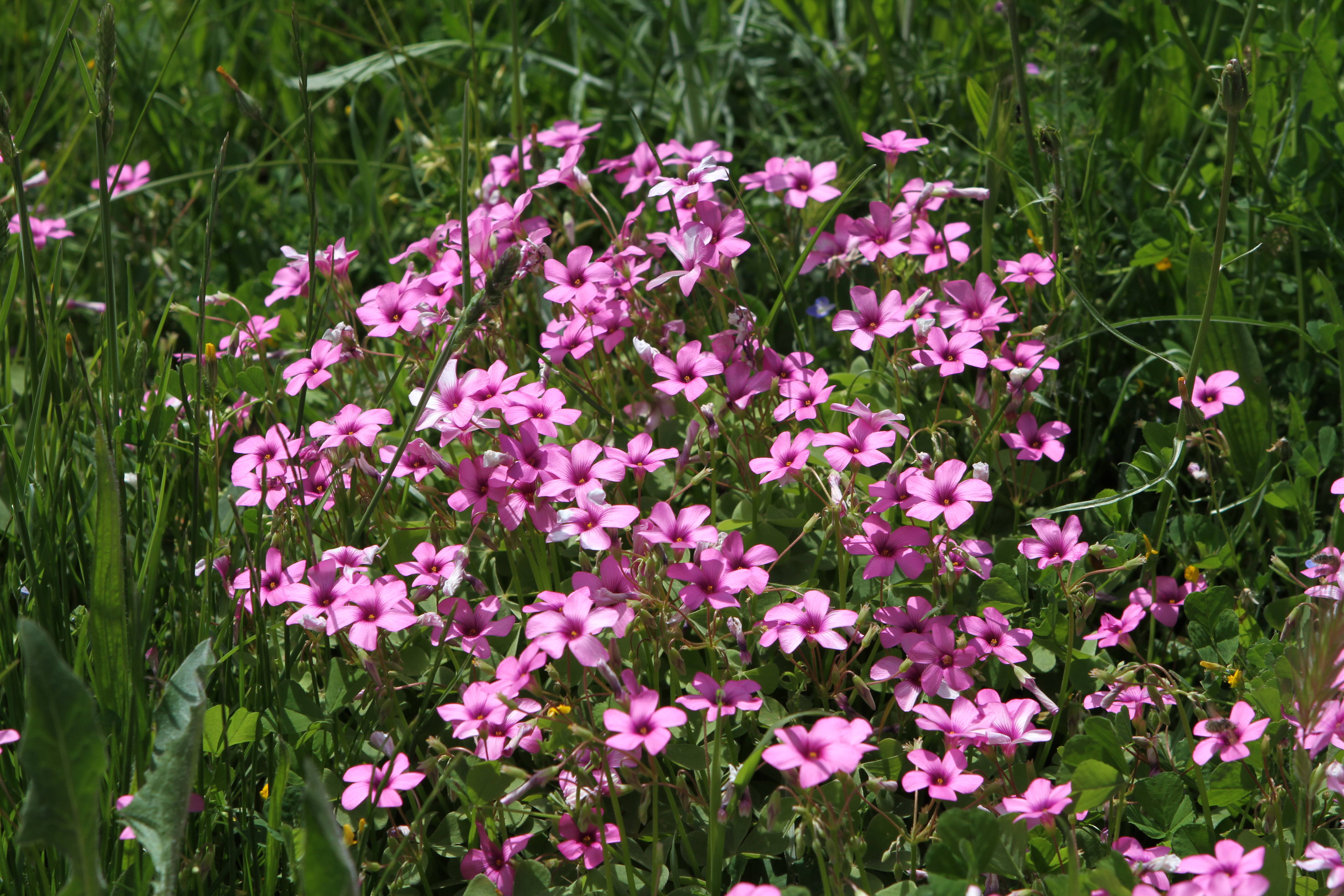
Inflorescencia

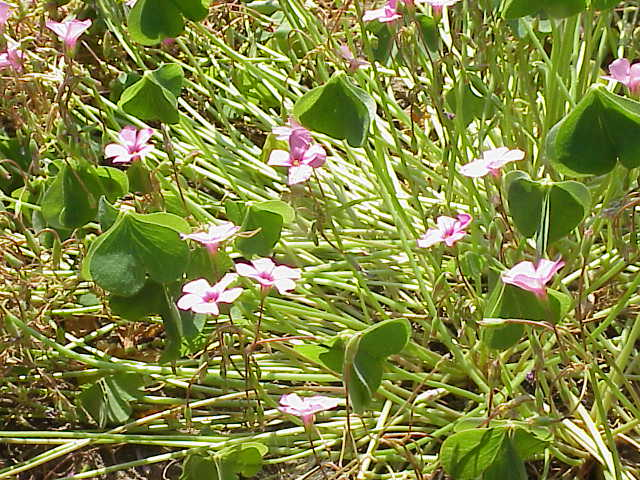
Vista de la planta en su hábitat

## Descripción
Es una planta de tallos delicados, de 20-50 cm, que crece a parir de un tallo subterráneo vertical, formando "céspedes" densos; hojas partidas en 3 lóbulos con forma de corazón, algo aterciopeladas, de color verde, mates. Las flores tienen 5 pétalos, de en torno a 1,5 cm de largo, de color rosa más o menos intenso, con vetas púrpura en la base, que surgen enrollados unos bajo otros, para después abrirse en "embudo" ancho por arriba. Florece en primavera , verano y otoño. Es planta escapada de cultivos ornamentales.

## Distribución y hábitat
Originaria de Sudamérica. Introducida en España, Gran Bretaña, Francia, Irlanda y Portugal.
Cultivado en jardines; establecido en zonas baldías.

## Taxonomía
Oxalis articulata fue descrita por Marie Jules César Lelorgne de Savigny y publicado en Encyclopédie Méthodique, Botanique 4(2): 686–687. 1797[1798].
Etimología
Oxalis: nombre genérico que deriva de la  palabra  griega: oxys para "agudo, amargo", refiriéndose al sabor agradablemente amargo de las hojas y el tallo.
articulata: epíteto latíno que significa "articulada"
Variedades aceptadas
- Oxalis articulata f. crassipes (Urb.)Lourteig
- Oxalis articulata subsp. rubra (A. St.-Hil.) Lourteig

Sinonimia
- Acetosella articulata (Savigny) Kuntze
- Acetosella platensis (A.St.-Hil. & Naudin) Kuntze
- Oxalis articulata subsp. articulata
- Oxalis articulata f. guttata (Osten ex Arechav.) Osten ex R. Knuth
- Oxalis articulata f. halophila (Arechav.) Osten ex R. Knuth
- Oxalis guttata Osten ex Arechav.
- Oxalis halophila Arechav.
- Oxalis rubra A. St.-Hil.[6]

## Nombre común
- Castellano: planta del amor, teble, trébol.[7]